# 스테레오

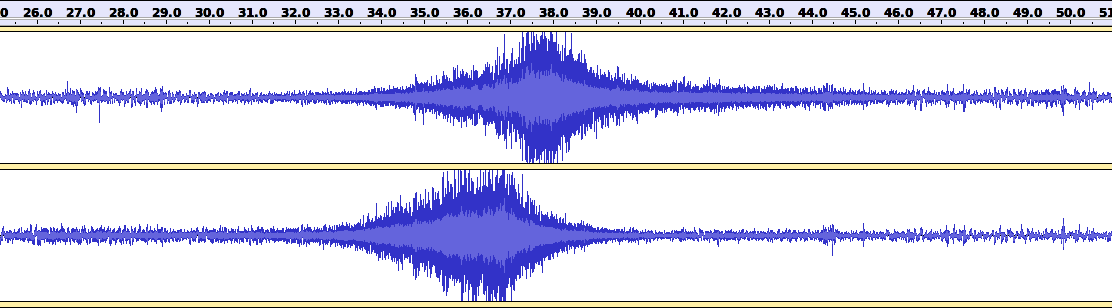
스테레오 녹음의 시간차를 보여주는 그림.

스테레오포닉 사운드(stereophonic sound, 문화어: 립체음), 또는 간단히 줄여서 스테레오(stereo)는 스피커의 대칭 구성을 통해서 둘 이상의 독립 음향 채널을 사용하는 입체 음향 재생 방식을 말한다. 이와 같은 스테레오 사운드를 재생하는 전자 기기 또한 관용적으로 "스테레오"라 부르기도 한다.
일반적인 뜻의 스테레오는, 동시에 하나 이상의 스피커에 맞춰 데이터를 사용하는 2채널 재생 및 녹음을 뜻한다. 스테레오와 상대되는 개념은 '모노'이다. 많은 이들이 모노와 스테레오의 차이를 음질이라고 알고 있으나 모노와 스테레오는 음질과는 관련이 없다. 간단히 말해서 스테레오는 2개의 스피커에서 서로 다른 소리를 냄으로 인해서 물체의 이동 등을 현실적으로 실감나게 들려 줄 수 있다. 그래서 스테레오에서 쓰이는 스피커는 최소 2개이며 각각의 스피커를 청취자의 좌우에 배치하여야 한다. 기술적인 뜻의 스테레오는, 스테레오포니(stereophony) 또는 스테레오는 물체의 상대적인 위치와 녹음 이벤트를 인코딩하기 위해 평사 도법을 사용하는 소리 재생 및 녹음을 뜻한다. 스테레오 시스템은 영화관, 텔레비전의 서라운드 사운드 5.1~6.1 채널 시스템과 같이 여러 개의 채널을 포함할 수 있다.

## 역사

### 초창기

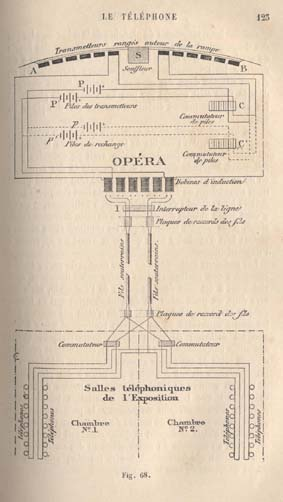
클레망 아데가 국제전기박람회에서 선보인 테아트로폰의 프로토타입의 설계도.

스테레오의 시작은 음반이 처음 등장하던 시기까지 거슬러 올라간다. 1881년에 열린 제1회 국제전기박람회에서 프랑스의 기술자 클레망 아데는 전화기나 이어폰으로 오페라와 연극 공연을 들을 수 있는 테아트로폰(Théâtrophone)을 발표했다. 그는 파리의 오페라 가르니에와 코메디 프랑세즈의 무대 맨 앞쪽에 마이크를 설치하여 무대 실황이 2킬로미터 떨어진 샹젤리제의 박람회장으로 전달되게 했다. 마이크는 납으로 감싸고, 다른 잡음이 들어오는 것을 방지하기 위해 고무 밴드 위에 놓아두었다. 이때 마이크 하나는 무대의 왼쪽 절반을, 나머지 하나는 오른쪽을 커버했다. 이렇게 전달된 소리는 청취용 관을 통해서 들을 수 있었다. 아데는 이 테아트로폰으로 라디오 발전의 토대를 마련했을 뿐만 아니라, 최초로 바이노럴(Binaural), 즉 "두 귀를 위한" 전송에 성공했다. 다만 아데의 방식은 음향의 녹음이나 전송, 재생이 가능하긴 하지만, 재생은 헤드폰을 통해서만 가능하다. 여기는 스피커를 통한 풍성한 음향 효과는 전혀 기대할 수 없었다.
1925년, 하인리히 퀴헨마이스터가 90도로 구부러진 소리나팔 2개가 달린 둥근 모양의 축음기를 선보였다. 이 기기의 이름은 울트라폰이었다. 톤암도 2개였는데, 이것들은 회전하는 레코드의 동일한 소릿골에서 1/15초 정도 시간차를 두고 움직였다. 이렇게 하면 일종의 "공간 음향"이 생성되기는 했으나, 결국 스테레오의 야류에 불과했다.

### 1930년대

#### 레오폴드 스토코프스키와 벨 연구소

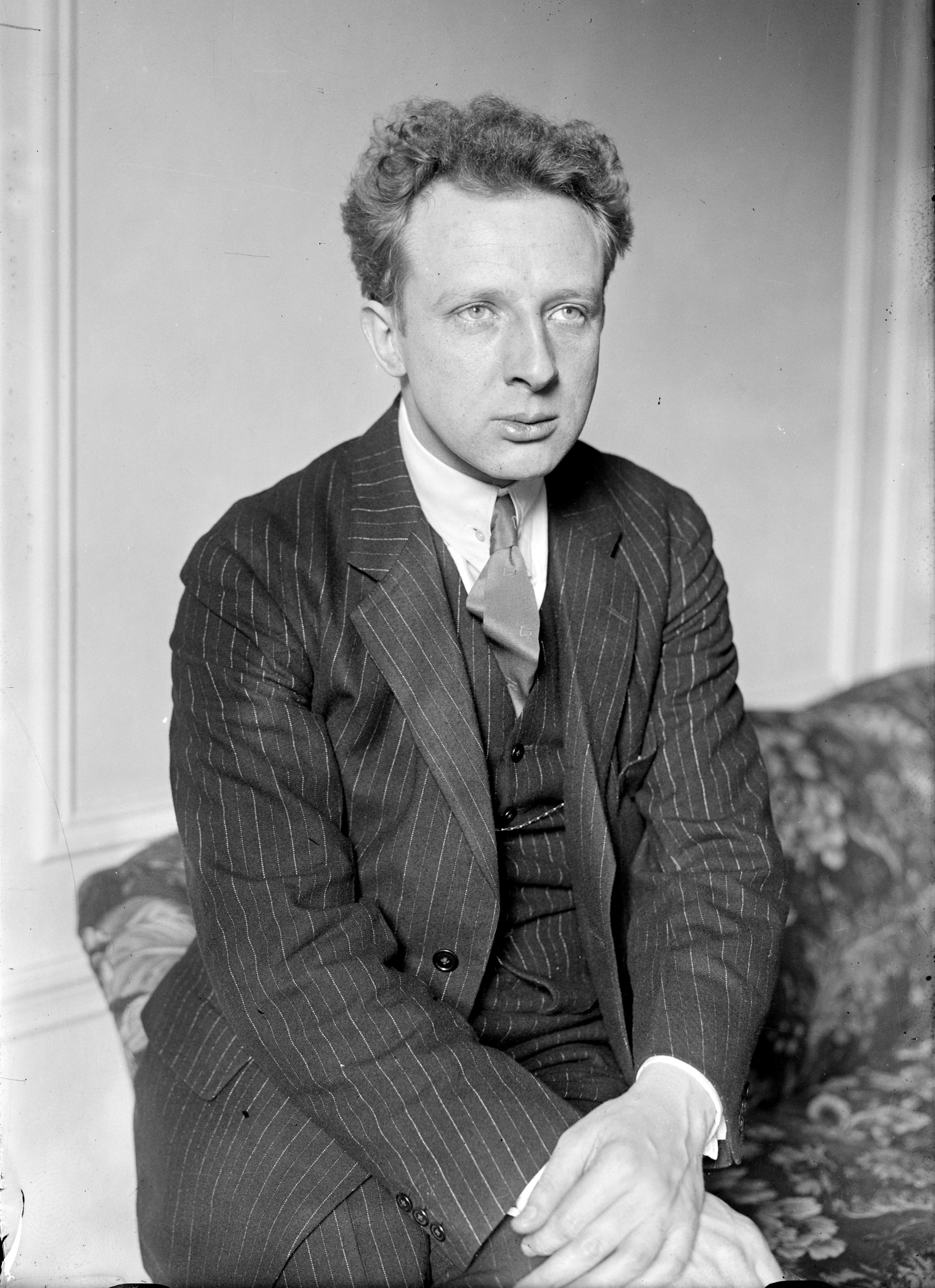
레오폴드 스토코프스키

전기 녹음의 선구자적 역할을 했으며 늘 새로운 기술에 관심을 기울인 지휘자 레오폴드 스토코프스키는 LP뿐만 아니라 스테레오의 발전에도 한몫을 했다. 재생되는 음향의 질이 개선되기를 바라던 그는 뉴저지주 머리힐에 있는 웨스턴 일렉트릭 사의 자회사 벨 연구소에 도움을 청했다. 스토코프스키는 1931년 4월 연구 책임자 해럴드 D. 아널드에게 편지를 썼다. "내가 취입한 음반이나 라디오 방송을 들으면, 음색의 측성을 제대로 살려낼 수 있을 정도로 우리의 기술이 충분하지 못하다는 사실을 절감하게 됩니다. 우리가 잡아낸 음향은 너무 빈약하고 쇳소리가 나며 날카롭기만 합니다. 우리가 지향하는 것은 따뜻하고 둥그스름하고 깊고 더 부드러우면서도 분명한 음향이죠." 그러면서 이런 제안을 한다. "나와 필라델피아 오케스트라가 귀사의 음향 실험에 도움을 줄 수 있다면, 우리는 언제든지 그렇게 할 것입니다. 우리가 리허설을 하는 동안 여러분이 실험을 진행하면 되고, 따로 비용을 지불할 필요는 없습니다. 이 리허설에 다름 사람들은 참석하지 않으므로, 작업은 비공개로 이루어지고 그 결과는 귀사가 원한다면 비밀에 부칠 수도 있습니다."
벨 측에는 더없이 좋은 기회였다. 몇 달 뒤, 필라델피아 오케스트라가 상주하는 음악 아카데미 지하층에 새로운 장비들이 설치되었다. 기술자들은 녹음용 커팅 기기를 작동시켜보고, 1만 헤르츠 이상까지도 수용할 수 있는 마이크로폰으로 녹음을 했으며, 각 악기들의 소리크기와 주파수 범위를 연구했다. 연구자들은 알아차리지 못했지만, 이러면서 바이노럴 방식이 다시금 등장했다. 1933년 4월, 벨 연구소는 전화선을 통해 워싱턴의 헌법회관으로 장거리 전송을 실시했다. 필라델피아에 있는 아카데미의 대형 홀에서 스토코프스키의 부지휘자 알렉산더 스말렌스가 오케스트라를 지휘하고, 스토프스키는 그보다 3층 아래에서 전체 연주를 들으면서 음향을 조절했다. 스토코프스키는 이 장거리 음향 전송이 안겨준 느낌을 이렇게 기술했다. "공간적 감각과 방향성을 느낄 수 있었을 뿐만 아니라 소리는 훨씬 더 분명하게 들렸습니다. 어느 면으로 보나 모노럴 방식보다 더 낫다고 생각해요. 모노럴 음향으로 들으면, 음악이 뭉쳐서 들리는 데다 숨이 막히며 찌부러진 듯한 느낌마저 듭니다. 반면에 바이노럴 음향은 자유로움과 공간을 느끼게 해주고, 숨 막힐 것 같은 느낌이 사라지죠. 완전히 자유롭게 호흡할 수 있게 해줍니다. 어느덧 스토코프스키는 전문사들과 다양한 기술적 문제를 놓고 이야기를 나눌 수 있을 정도로 이 분야에 깊게 몰두했다. 그는 홀 어딘가가 아닌, 오케스트라 가까이에 마이크들을 설치하는 것이 어떻겠냐고 제안했다. 이후 세밀한 실험들을 통해 이 방식이 옳다는 것이 입증죄었다. 동료 지휘자인 프리츠 라이너는 스토코프스키가 "하이파이를 발견한 사람"이라며 감탄을 금치 못했다.
벨 연구소는 필라델피아 오케스트라의 1931/32시즌 전체 공연을 녹음했다. 여기에서 드러난 큰 문제점은 음반 표면의 잡음이 생각보다 심하다는 것이었다. 그래서 수직으로 커팅된 아세테이트 레코드를 개발해냈다. 레커칠을 한 이 아세테이트 레코드는 분당 회전수가 33⅓이고, 그 위에 올려놓는 톤암의 무게도 가벼워졌다. 하지만 톤암이 아무리 가볍다 해도 재생하게 되면 덧칠한 래커가 벗겨질 수밖에 없다. 그래서 그 이후에는 얇게 금을 입힌 구리층을 덧씌운 레코드를 실험했다. 이 당시 벨 연구소가 제작한 원반 125장이 지금까지 남아있다. 1979년에는 스토코프스키의 인사말과 몇 작품의 리허설을 담은 2장짜리 LP가 발매되었고, 유감스럽게도 CD로 발매된 적은 한 번도 없었지만 바이노럴 방식으로 녹음된 이 음원들은 스테레오 기술을 지향한 최초의 클래식 음악으로 평가된다. 1932년 4월 8일에 스토코프스키가 쇤베르크의 자대한 구레의 노래의 미국 초연을 지휘했을 때, 빅처 사가 이를 이틀 동안 녹음하여 14장짜리 12인치 레코드 세트로 발매했다. 이와 동시에 33⅓회전 LP로도 선보였다. 1935년에는 독일의 텔레풍켄도 스테레오 녹음을 실험했다. 그리고 1951년 미국의 기술자 에모리 쿡이 2개의 바늘, 2개의 톤암이 동시에 작동하고 헤드폰으로 소리를 듣는 바이노럴 레코드를 제작했다. 물론 이 음반은 별다른 상업적 성과를 안겨주지 못했다.
스토코프스티는 이후로도 계속해서 녹음 기술의 발전을 도모한다. 그는 월트 디즈니 사와 손잡고 《환타지아》의 제작에 돌입했다. 1939년 4월 여기서 채택된 녹음 방식은 일반적인 바이노럴 시스템이 아니라 RCA가 개발한 멀티 트랙 시스템이었다. 《타임》지는 이것을 다음과 같이 기술했다. "디즈니의 뛰어난 음향 기술자 ... 빌 개리티는 필라델피아 오케스트라를 구성하는 각 악기군의 소리를 포착할 수 있는 완전히 새로운 시스템을 개발해냈다. 이 소리들을 적절히 엮고 짜 맞춰 4개의 마스터 트랙을 형성함으로써, 마지막 파곳 주자의 극도로 약한 소리까지 통제할 수 있었다. ... 이 방식으로 제작한 영화가 할리우드에서 상영되었을 때, 그 자리에 있던 기술자들은 개리티가 개발한 방식으로 녹음된 음향이 스크린 위의 캐릭터들을 이리저리 따라다니는 것을 보고 깜짝 놀랐다. 소리가 때로는 머리 위에서 요란하게 울렸다가 갑자기 뒤에서 속삭거리기도 했다 RCA와 디즈니의 기술자들은 8만 5000달러를 들여 개발한 이 음향 시스템을 "판타사운드"라고 명명하고, 테크니컬러의 발명 이후로 영화 제작을 이토록 변혁한 기술은 또 없으리라고 자부했다." 이 사운드를 제대로 구현하기 위해서는 영화가 상영되는 홀 전체에 스피커를 무려 96대나 추가 설치해야 했다. 비평가는 이 기술이 지닌 강점에 주목했지만 《뉴욕 타임스》는 "공간화된 음향이 특정 부분에서는 지나치게 강해지기 때문에 귀에 피로를 안겨줄 수 있다."고 지적했다. 그 후 1950년에는 시네마스코프 방식의 영화에 4개의 마그네틱 사운드 트랙이 사용되었고, 1957년의 토드 에이오 방식에는 6개의 트랙이 쓰였다.

#### 앨런 블룸라인
웨스턴 일렉트릭 사는 특허권을 내세워 다른 회사들이 바이노널 기술에 접근하는 것을 차단했고, 이렇게 되자 EMI는 자사의 기술자인 앨런 다워 블룸라인에게 독자적인 기술을 개발하게 한다. 블룸라인은 2개의 채널을 사용하기 위해, 소릿골을 새기는 두 가지 방식, 수평 및 수직운동을 조합했다. 에디슨식 수직운동(왼쪽 채널)과 벨를리너식 수평운동(오른쪽 채널)을 결합한 것이다. 당연히 여기서는 모노 사파이어 바늘을 사용할 수 없었다. 블룸라인은 40마이크로미터 너비의 소릿골에서 두 개별 신호가 합쳐지도록 소릿골의 양 측명을 깎는 방식을 개발했다. 이때 두 채널이 양 측면에 각각 25도 각도로 새겨지면서 서로 직각을 이룬다 해서 이 방식을 45/45 시스템이라고 부른다. 소릿골의 안쪽 측면에는 왼쪽 마이크로 포착된 음향이, 바깥쪽 측면에는 오른쪽 음향이 기록된다. 1931년 12월 14일, 블룸라인이 개발한 스테레오 기술은 번호 394,325로 영국 특허권을 취득했다. 하지만 그 뒤에 EMI는 이 실험을 중단했고, 블룸라인은 새로운 연구 과제에 몰두했다. 1942년 6월 그는 레이다 실험을 위해 중폭격기 핼리팩스에 탑승했다가 사고로 목숨을 잃고 만다.

### 1950년대
음반 업계에 EMI의 스테레오 기술 개발 소식이 알려지자 빅터, 데카, 캐피틀 등의 미국 음반사들은 웨스턴 일렉트릭 사와 손잡고 지금까지의 연구를 공유하고 EMI에 필적할 만한 기술을 개발하기로 한다. 1957년 8월, 그들은 45/45 시스템을 개발하는데 성공한다. 하지만 과거의 "속도 전쟁"과 같은 "스테레오 전쟁"이 벌어지지 않도록 하기 위해 미국 음반 산업 협뢰는 웨스턴 일렉트릭 사의 스테레오 기술을 표준 재생 방식으로 정하자고 제안했고, 그 결과 다른 경쟁사들도 이 방식을 따르게 되었다. EMI의 프로듀서 월처 레고는 이 신기술을 남들만큼 빨리 받아들이지 못했고, 그가 처음으로 스테레오 녹음을 시도한 것은 1955년의 일이다. 애비 로드 스튜디오에서 프로코피예프의 7번 교향곡을 녹음했는데, 지휘는 니콜라이 말코가, 연주는 필하모이나 오케스트라가 맡았다. 그리고 지휘자 맬컴 사저트와의 녹음이 뒤따랐다. 특히 릴 테이프로 스테레오 녹음을 시도했고, 그 결과 3년 뒤에는 훌륭한 입체 음향을 지는 녹음 60종을 선보이게 되었으며 이를 위한 별도의 믹싱 콘솔과 녹음 기기가 개발되기도 했다.

## 참고 문헌
- 헤르베르트, 하프너 (2016). 《His Master's Voice: Die Geschichte der Schallplatte》 [음반의 역사 : 실린더 레코드부터 디지털 음원까지]. 경당. ISBN 978-89-86377-52-1.

## 같이 보기
- 평사 도법
- 서라운드 사운드
- 파라메트릭 스테레오
- 모노럴